# Bjarne Hoyer
Bjarne Hoyer (24. april 1912 i Hellerup – 30. marts 1991) var en dansk komponist.
Bjarne Hoyer var uddannet på Niels Brock og begyndte i 1935 at komponere danse- og underholdningsmusik. Han fik ideen til og skabte i årene 1938-1943 en radiokabaret Vi unge sammen med Knud Pheiffer. I 1954 var han grammofoncausør i radioen. Han komponerede f.eks. Bare for at få et glimt af dig, Det er kærlighed, Regnvejrsserenade, Solskinsserenade, Når bladene falder, Min melodi til dig og Kom hjem lille far. I 1960 deltog han i Melodi Grand Prix'et med To lys på et bord, som lige akkurat fik stemmer nok til en syvendeplads og som blev hans største succes. En anden af hans kompositioner er juleklassikeren Skal vi klippe vore julehjerter sammen. Bjarne Hoyer arbejder også i en periode for den nye Radio Mercur og har været pladeanmelder i Villabyerne. Han blev den 15. december 1978 gift i Ordrup Kirke med Birgit Hjorthus.
Bjarne Hoyer havde sit faste arbejde i Gentofte Kommunes Børnetilsyn.